# Stade de la Tuilière
El Stade de la Tuilière es un estadio de fútbol situado en la ciudad de Lausana, Cantón de Vaud, Suiza. El recinto construido entre 2017 y 2020 es el nuevo estadio del FC Lausanne-Sport de la Superliga de Suiza, posee una capacidad para 12.544 espectadores y cumple con los estándares de Categoría 4 de la UEFA. Reemplaza al histórico Stade Olympique de la Pontaise, hogar del club desde 1954.

## Historia
En 2014, la ciudad de Lausana organizó un concurso de arquitectura para un nuevo estadio de fútbol, planeado durante mucho tiempo al borde del lago, cerca del actual Stade de la Pontaise. El estadio fue diseñado por los arquitectos: mlzd y Sollberger Bögli con sede en la ciudad de Biel/Bienne. El estadio forma parte del proyecto “Metamorfosis”, junto con un centro de entrenamiento. La primera piedra se colocó a principios del verano de 2017.
La arquitectura se caracteriza por sus esquinas abiertas que servirán como entrada para los espectadores, pero también para un uso óptimo del estadio, en particular para eventos no futbolísticos.
El primer partido oficial, tuvo lugar el 29 de noviembre de 2020. Lausanne enfrentó al BSC Young Boys con el que cayó derrotado por 0-3. Jordan Lefort, defensa bernés, es el primer goleador en partido oficial en este estadio. Debido a la situación sanitaria por la pandemia del Covid-19, el partido se realizó a puerta cerrada.
Cuatro días después, el 2 de diciembre de 2020, Lausanne-Sport logró su primera victoria en competición oficial en su nuevo escenario ante el FC Vaduz por 3-0.
Finalmente, el domingo 12 de septiembre de 2021, con motivo de la jornada 6 de la Superliga, se lleva a cabo la inauguración oficial del estadio ante 12.150 espectadores, que participaron en la celebración y presenciaron el empate 1-1 ante el FC Sion.

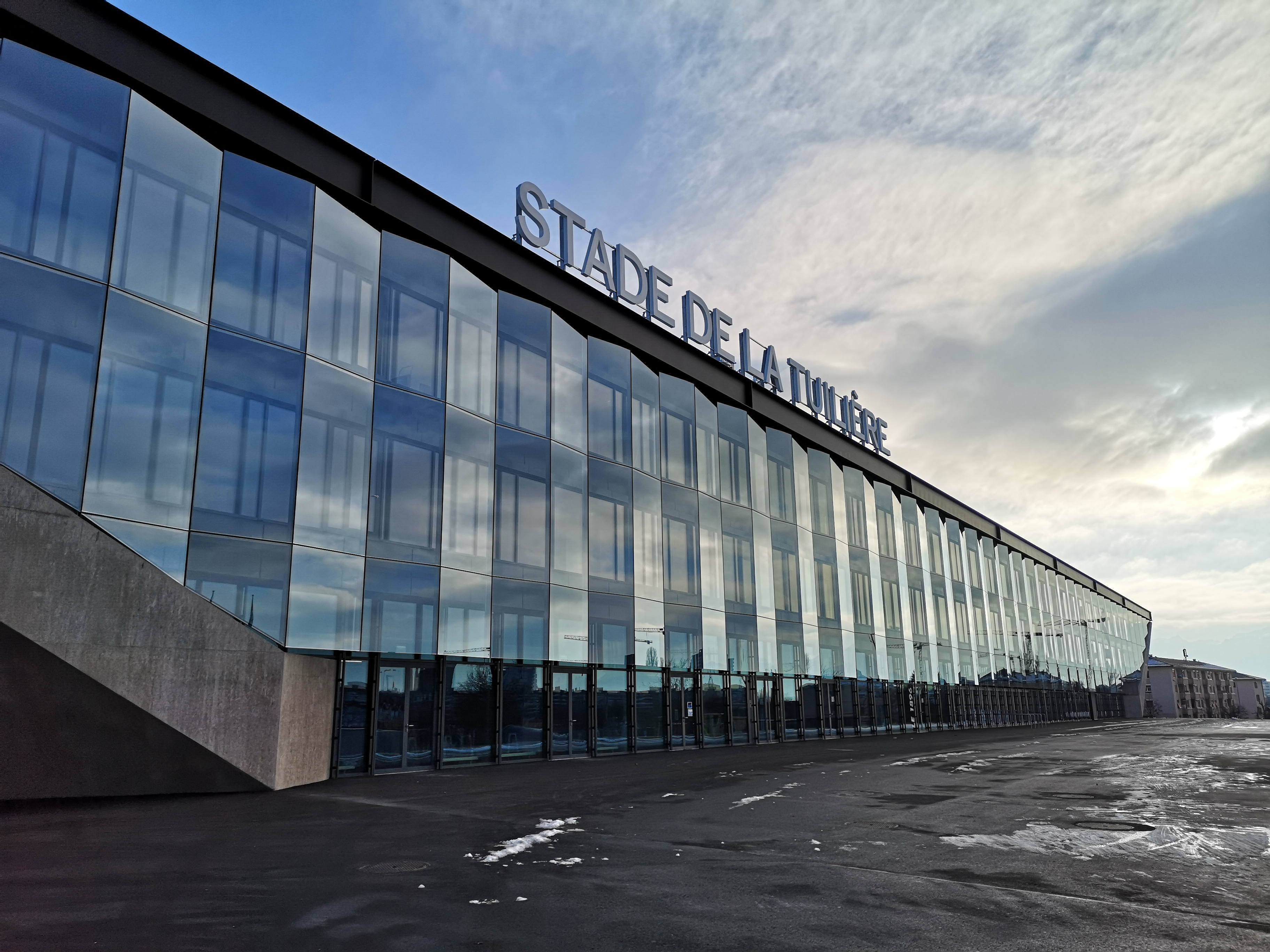
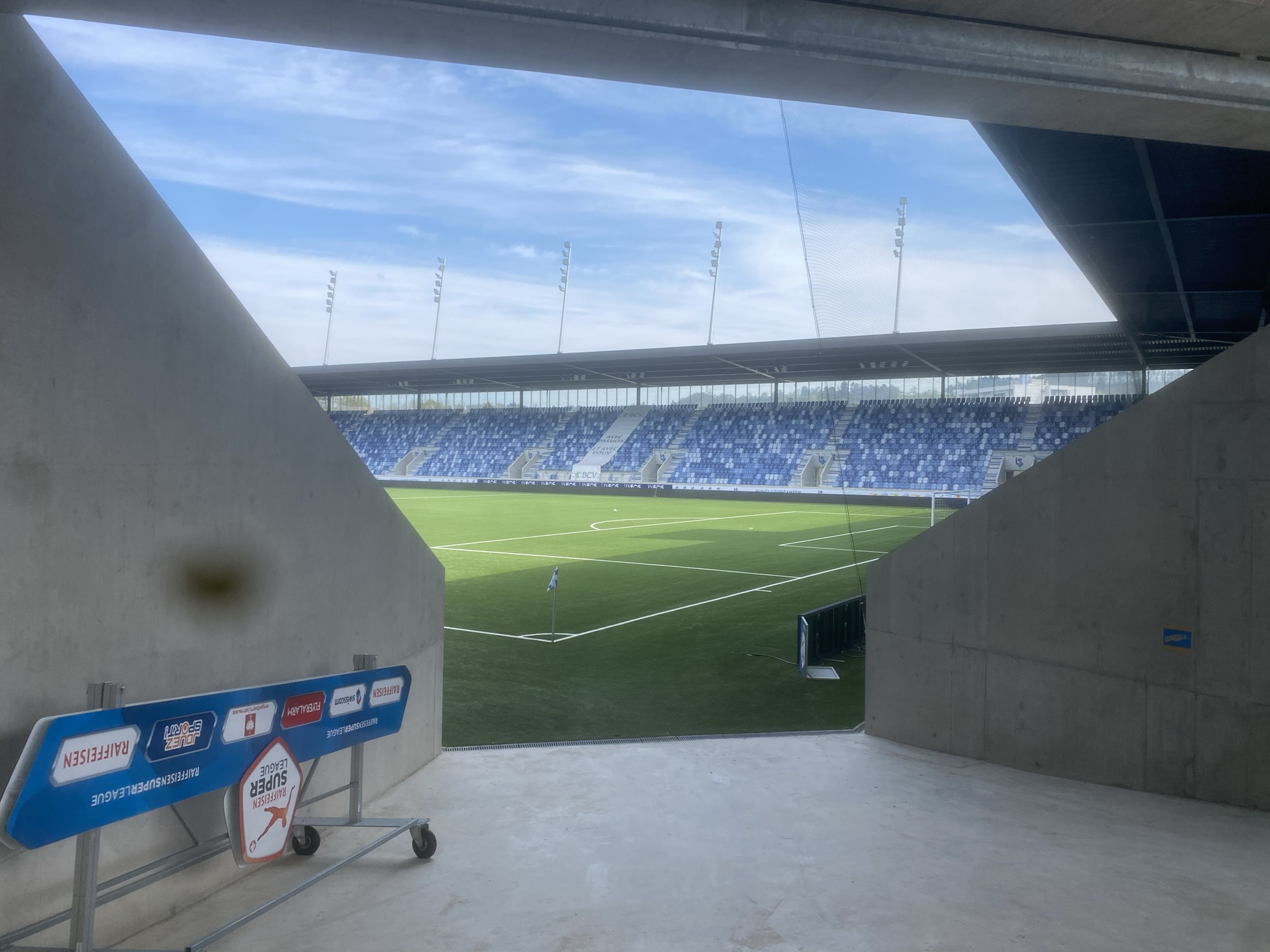